# 플로라 롭슨
플로라 롭슨 여사(Flora Robson, DBE, 1902년 3월 28일 ~ 1984년 7월 7일)는 잉글랜드의 배우이다.

## 출연 작품
- 타이탄 족의 멸망 (1981)
- 야만인 고갱 (1980)
- 이상한 나라의 앨리스 (1972)
- 프래그먼트 오브 피어 (1970)
- 더 비러브드 (1970)
- 비스트 인 더 셀러 (1970)
- 일곱 여인 (1966)
- 영 캐시디 (1965)
- 럭키 레이디 (1965)
- Guns at Batasi (1964)
- 장례식을 마치고 (1963)
- 북경의 55일 (1963)
- 더 집시 앤드 더 젠틀맨 (1958)
- 로미오와 줄리엣 (1954)
- 사라밴드 (1948)
- 검은 수선화 (1947)
- 여행 가방 (1945)
- 시저와 클레오파트라 (1945)
- 시 호크 (1940)
- 라이온 해스 윙스 (1939)
- 폭풍의 언덕 (1939)
- 영광의 결전 (1937)